# Eburodacrys stahli
Eburodacrys stahli är en skalbaggsart som beskrevs av Aurivillius 1893. Eburodacrys stahli ingår i släktet Eburodacrys och familjen långhorningar.
Artens utbredningsområde är Uruguay. Inga underarter finns listade i Catalogue of Life.